# 인천성동학교
인천성동학교는 인천광역시 부평구에 있는 청각장애 학생들을 위한 사립 특수학교이다. 유치부부터 고등부까지 과정을 운영하고 있다.

## 역사
- 1955년 12월 20일 : 인천맹아학원 설립 인가
- 1956년 4월 6일 : 개교
- 1963년 2월 19일 : 중학부 병설
- 1963년 6월 3일 : 인천시 남구 용현5동 632-12번지로 이전
- 1967년 5월 12일 : 인천농화학교로 변경
- 1971년 5월 11일 : 인천광역시 부평구 경인로 880 (부평2동 756-88)로 이전
- 1987년 5월 15일 : 인천성동학교로 변경
- 1989년 11월 30일 : 유치부, 고등부 병설
- 1999년 12월 15일 : 사회복지법인 기독교대한성결교회 사회사유지재단에서 사회복지법인 성동원 인천성동학교로 변경.
- 2005년 3월 14일 : 사회복지법인 성동원 인천성동학교에서 사회복지법인 성원 인천성동학교로 변경